# 万福镇 (怀远县)
万福镇，是中华人民共和国安徽省蚌埠市怀远县下辖的一个乡镇级行政单位。

## 行政区划
万福镇下辖以下地区：
万福村、镇东村、镇西村、芡南村、镇南村、刘圩村、陈安村、河南村、刘楼村、砖桥村、后集村、回汉村、关圩村、找母村和余夏村。